# Olea capensis subsp. enervis
Sous-espèce
Classification phylogénétique
Olea capensis subsp. enervis est une sous-espèce de plantes à fleurs de l'espèce Olea capensis laquelle appartient à la famille des Oleaceae.
On trouve ces oliviers en Afrique australe :  Afrique du Sud (KwaZulu-Natal, Transvaal) ; Swaziland.

## Description
Bien que largement répandu, plus qu'Olea capensis subsp. capensis, cette sous-espèce d'olivier se distingue des autres par des feuilles plus régulières et en moyenne plus petites.

## Utilisation
C'est un bois précieux.

## Synonymes
- (≡) Olea enervis Harv. (basionyme)

## Sources
Pour des articles plus généraux, voir Olea et Olea capensis.